# 曹文傑訴廣管局案
《曹文傑訴廣管局》又或全名《曹文傑訴廣播事務管理局》（英文： Cho Man Kit v Broadcasting Authority）是一宗香港高等法院司法覆核案件。案件涉及廣播事務管理局對香港電台一個有關同性戀者的紀錄片而發出的一強烈勸諭裁決。該裁決最終因帶有對同性戀者不合理的歧視成分，及因此而產生對言論自由不必要的限制為由，被高等法院推翻。

## 背景
於2006年7月9日，香港電台於合家歡時段播出紀錄片節目《同志·戀人》。該紀錄片透過對一對女同性戀人及此案的原訴人曹先生作出訪問，用以反映香港同性戀者的日常生活、困難、想法及感受。在紀錄片訪問情節當中，這三位同性戀者表達了他們對將來政府可以透過同性婚姻或公民結合的方式 來承認他們合法地位的渴望。在紀錄片播放後不久，廣播事務管理局收到了對該紀錄片的投訴，並開始著手處理有關的投訴。2007年1月，廣管局下達並公佈其強烈勸諭裁決，指責香港電台在製作該紀錄片的過程並未能滿足《通用業務守則》中要求紀錄片「持平報導」的準則。廣管局認為，這紀錄片是偏向於鼓吹同性戀和同性婚姻，而且題材敏感，不適合於合家歡時段內播放。
後來，香港不同的組織，包括香港電影導演會、香港電影編劇家協會、香港記者協會等，均對廣管局的判決都表示了極大的關注，尤其擔心該判決對將來紀錄片編輯工作方面的負面影響。另外，2007年3月12日，香港立法會資訊科技及廣播事務委員會通過一項動議，希望廣管局可以撤回有關的裁決，因為該裁決帶有性傾向歧視；廣管局於11日後發表聲明回應立法會要求撤回裁決的動議，指有關的裁決已在法律層面上「履行完了職責 (functus)」，亦即無權撤回有關裁決。2007年6月，原訴人曹先生入稟法院申請進行司法覆核。2008年2月高等法院法官夏正民聽取了雙方的口頭辯論後，於同年5月8日作出判決，指廣管局的裁決帶有性傾向歧視和因而產生對言論自由不合理的干預，所以廣管局的裁決被即時推翻；夏正民亦宣布，廣管局錯誤理解法律條文，廣管局無權撤回有關裁決的見解是不正確的。2008年7月，廣管局宣佈接納判決，並不打算上訴。 （页面存档备份，存于）

## 強烈勸諭裁決
於訴訟其間，廣管局向法院表示，其之前發出的裁決是基於兩大發現已得出的合理結果——(1)該紀錄片未能滿足「持平」準則，及(2) 該紀錄片不適合於合家歡時段內播放。其裁決的理由於訴訟其間被呈上法院，而當中的三個段落更被夏正民審閱並直接引用在他的判詞當中。
裁決理由一：
|  | ……該節目以紀錄片的形式表達出少數群眾的個人經歷和感受。然而，節目中只提及同性婚姻優點的這一事實，使該節目變得片面。由於節目中缺乏對同性婚姻不同意見的探討，這便使該節目對大眾接受同性戀婚姻有促進作用。因此節目在這方面而言，並不持平。廣播事務管理局亦認為，鑑於港台接受了在反映同性戀者的意見時，題材敏感，並可能因而引致產生不同的爭議。這使該節目變得更應遵守持平報導的準則。 |

裁決理由二：
|  | ……同性戀和同性婚姻合法化的問題具爭議性，可能冒犯某些香港觀眾和不適合兒童。 |

裁決理由三：
|  | 雖然節目中並沒有什麼值得可怕的，但仍不適合於合家歡時段內播放，因為兒童和青少年觀眾可能對同性戀沒有認知，若在沒有家長的指引下觀看，或有能因節目中的部份內容而造成不良影響。 |

(判詞，第32、78、88及93段)

## 法院的分析
在最後判決前，夏正民法官對案件作出了一系列的分析，並可將之分為三大重心:
1. 違反「持平」報導準則
2. 不適當播放時段
3. 無法收回裁決

### 重心一: 違反「持平」報導準則

#### 「持平」的準則是什麼?
法院明白，廣管局的確有法律責任去制定什麼是廣播的「適當標準」，以及如何將「適當標準」的概念編纂入《通用業務守則》之內。儘管如此，法院亦認為廣管局在起草《通用業務守則》或處理公眾對某一節目的投訴時，廣管局都會以及必須要考慮到一般理性的香港公眾的意見。夏正民法官認為並解釋，所有理性的公眾都定必明白，任何社會上的共識若是建基於偏見、個人好惡和對懷疑的合理化之上，這些共識都絕不能用作對基本人權限制的解釋。此外，夏正民法官接受廣管局要求紀錄片達「持平」報導的要求是合理的，但法官認為「持平」是一個很廣寬的概念。法官認為「持平」不單單能理解作「平衡」，亦即不對任何一方有所偏袒，「持平」一詞亦能解作「不帶偏見」、「中立」、「公平」。(判詞，第72-76段)

#### 該紀錄片是否有違反「持平」報導的準則？
在審查廣管局裁決的理由時，法院發現，廣管局對紀錄片是否有違反「持平」報導準則的議題的重心，是在於紀錄片只報導了三位受訪者對同性婚姻的盼望。法官認為，若根據廣管局對「持平」報導準則的理解，港台唯一何以讓紀錄片達到「持平」報導的準則，便是在節目中加入某些人對對同性婚姻反對的意見。
法官認為，雖然該紀錄片的確欠缺對同性婚姻反對的意見，但這並不等於提倡同性婚姻。由於該紀錄片的中心是研究人類的生活狀態，法院便毫無疑問地接受了，該紀錄片報導同性戀者眼中重要議題的報導手法並無有任何問題，這也包括了報導他們對同性婚姻合法化的盼望。夏正民法官表示這種報導手法正常得很，正如「獵人都可以表達，他們希望可供捕獵的土地不被農夫侵佔的感受。」所以，法院指該節目符合「持平」報導準則。另外，法官指責廣管局對紀錄片違反「持平」報導準則的裁決，只是基於一樣事情，那便是紀錄片環繞著同性戀作主題。夏正民法官更反問廣管局，若紀錄片環繞著的主題是獵人，他們會否得出同樣的裁決? 法官認為答案是顯然而見的。(判詞，第78-85段)

#### 廣管局的裁決是否有帶對同性戀者歧視的成分，並因而產生對言論自由不必要的限制?
參考了廣管局裁決的理由，法院發現，廣管局只是直接簡單地認為，「同性戀」這題材本身就足以冒犯某些觀眾，並因為基於這種見解，對言論自由施加了不合理的限制。法院認為，這種見解是基於一個假設的共識，而這種共識是建立於個人的「偏見、好惡和對懷疑的合理化」之上。夏正民法官在探討何謂「個人偏見、好惡和對懷疑的合理化」時，引用了法學教授多勤 (Professor Dworken)的一段評論，而該評論亦同樣地被高等法院上訴庭於《律政司司長訴丘旭龍》一案中引用:
|  | 即使大多數人認為同性戀是非常惡劣和不可接受的，但這主流意見依然可以是一合成化合物，建基於偏見 (假設同性戀者在道德上是低劣的生物，因為他們是娘娘腔)、合理化 (當作成事實的一樣，假設了他們衝擊了社會上的標準) 和個人好惡 (在沒實際證據上，基於不被認可的質疑，盲目地仇恨) 之上。有一部份人依舊可以在沒有自己觀點的情況下，像鸚鵡般地模仿他的鄰居，而他的鄰居也能像鸚鵡般地模仿著他；又或者，他們可以根據一些，連他們自己本身都不能忠心地、持續地堅守的道德標準下，提出一個理由。要是真的是這樣的情況，我們一直所跟隨的民主原則，不會容許我們執行大多數人的意見。因為我們深信偏見、個人好惡和對懷疑的合理化，絕不能合理地解釋得了任何侵犯他人人權的事情，因為這信念本身就是佔有一個重要的和基本的道德地位。 |

(判詞，第66, 86-92段)

### 重心二: 不適當播放時段

#### 什麼的節目播放時段準則才適合兒童呢?
為保障兒童的利益，廣管局在法律上，有責任和權力去監管節目播放時段。法院對此沒有任何疑問，並認同《通用業務守則》內，第二章第一及三條和第七章第條的內容。(判詞，第93-98段)

#### 該紀錄片是否應在合家歡時段過後才播放?
法院認為，不論「同性戀」又或是「異性戀」，都均屬「性」題材的類別，因此兩者都受《通用業務守則》中第二章第三條所函括。所以，廣管局有權建議該紀錄片在合家歡時段過後才播放。(判詞，第104-108段)

### 重心三: 無法收回裁決

#### 廣管局是否有權收回已發出裁決?
廣管局向法庭解釋，由於一份與政府簽署的諒解備忘錄的限制下，而備忘錄中並沒有提供一方法給予廣管局去收回已發出的裁決，又或一套上訴機制，所以無權處理先前發出裁決。但法院發現，該備忘錄只是在建立於雙方共識的基礎之上，而且與真正有效的成文法條文，有很多方面都有實質上的出入。所以，法院認為，廣管局對該備忘錄及有關法律的理解並不正確。(判詞，第111-115段)

## 判決
經過全面的分析後，高等法院作出以下的判決：
- 發出一「移審令(certiorari)」，將廣管局的裁決移交至高等法院，並將之裁決推翻。
- 發出一「宣布令(declaration」」，指出廣管局對法律條文的理解是不正確的，錯誤地認為不能回收已發出的裁決；並應在合適的情況下，作出適當的改善。

(判詞，第116段)